# Vatcha
Vatcha (Ва́ча) est une commune de type urbain située en Russie dans l'oblast de Nijni Novgorod, centre administratif du raïon du même nom. Sa population était de 5 182 habitants en 2021.

## Géographie
Le village est situé sur la route de Nijni Novgorod-Kassimov. Les villes les plus proches sont Pavlovo, Navachino et Mourom.

## Histoire
L'histoire de Vatcha remonte aux temps anciens quand il n'était pas encore habité par les Slaves orientaux.
À l'emplacement de Gorodichtchi (aujourd'hui partie de Vatcha) aux XIVe XVIe siècles, il y avait la bourgade de Starodoub Votski autour d'un fort, sans doute habitée par des Tatars et des Mordves. Après la prise de Kazan en 1552, le fort perd sa raison d'être. C'est à cette époque que se forme le village de Vatcha. Les premières mentions écrites datent de 1588.
Vatcha s'accroît au début du XIXe siècle, lorsque l'ancien serf Dmitri Ivanovitch Kondratov ouvre une petite fabrique de coutellerie. Son fils Dmitri en hérite en 1839 et en fait une entreprise puissante. Il reçoit même une grande médaille d'or à l'exposition universelle de 1878 à Paris; plus tard l'entreprise reçoit des médailles à Londres, New York, et à des expositions d'autres grandes villes.
D'un point de vue administratif, Vatcha dépend sous l'Empire russe de l'ouïezd de Mourom du gouvernement de Vladimir. Le village comprend plus d'un millier d'habitants à la fin du XIXe siècle.
L'écrivain Vladimir Korolenko y habite quelque temps à partir de 1897. Vatcha reçoit le statut de commune de type urbain en 1938.
L'église de bois du village est placée le 3 décembre 2010 sous le vocable de saint Tikhon d'Amathonte et solennellement consacrée le 29 juin 2011 par l'archevêque Georges de Nijni Novgorod. Elle remplace l'ancienne église du village démolie dans les années 1930. Elle appartient aujourd'hui à l'éparchie de Vyksa.

## Population
Recensements (*) ou estimations de la population,:
| 1859* | 1897* | 1905* | 1926* | 1959* | 1970* |
| ----- | ----- | ----- | ----- | ----- | ----- |
| 878   | 1 784 | 1 053 | 1 712 | 6 784 | 7 714 |

| 1979* | 1989* | 1999  | 2002* | 2010* | 2012  |
| ----- | ----- | ----- | ----- | ----- | ----- |
| 7 779 | 7 455 | 6 690 | 6 732 | 5 987 | 5 753 |

| 2013  | 2014  | 2015  | 2016  | 2017  | 2018  |
| ----- | ----- | ----- | ----- | ----- | ----- |
| 5 557 | 5 488 | 5 424 | 5 369 | 5 283 | 5 230 |

| 2019  | 2020  | 2021* | 2023  | - | - |
| ----- | ----- | ----- | ----- | - | - |
| 5 141 | 5 079 | 5 182 | 5 148 | - | - |

## Économie
L'économie repose sur le petit commerce et la fabrication d'instruments de métal. L'entreprise des Kondratov, nationalisée en 1918, devient l'usine Troud (Travail). Elle fabrique de la coutellerie (1,2 million de couteaux par an, 4,5 millions de couverts métalliques, 1 million de marteaux, etc.)